# Вериго, Бронислав Фортунатович
Бронисла́в Фортуна́тович Вери́го (14 февраля 1860, Извалта, Витебская губерния — 13 июня 1925, Пермь, СССР) — русский физиолог, впервые установил факт влияния углекислого газа на способность крови связывать кислород (эффект Вериго). Автор трудов по электрофизиологии, профессор физиологии Новороссийского (1894—1914) и Пермского университетов (1917—1925).
С 1917 года до конца жизни заведовал кафедрой физиологии в Пермском университете.

## Биография
Родился в семье учителя русской словесности. Мать его урожденная фон Корфф.
В 1877 году окончил Витебскую гимназию. В 1877—1882 годах учился на естественном отделении физико-математического факультета Петербургского университета, в 1883—1886 — в Военно-медицинской академии, по окончании которой был оставлен на кафедре физиологии. Работал в лабораториях И. М. Сеченова и И. Р. Тарханова. В 1888 году защитил докторскую диссертацию. С 1889 по 1892 годы находился в заграничной командировке. В 1894—1914 годах — профессор физиологии Новороссийского университета в Одессе.
С 1917 года до конца жизни заведовал кафедрой физиологии в Пермском университете. Кроме того, руководил кафедрами физиологической химии, фармакологии, общей и экспериментальной патологии. Декан медицинского факультета (1920). Организатор и руководитель первой на Урале физиологической лаборатории.
В 1922—1923 — директор Пермского биологического научно-исследовательского института.

## Научная деятельность
Занимался исследованием вопросов электрофизиологии. Изучая действие относительно сильного постоянного тока на нервное волокно, показал, что обнаруженное Э. Пфлюгером повышение возбудимости в области приложения катода, т. н. катэлектротон, быстро сменяется её понижением (катодическая депрессия Вериго). Т. о., катэлектротон является фактором двойного действия: возбуждая, он с самого же начала начинает и угнетать, причём угнетение постепенно углубляется. Исследования Вериго по катэлектротону сыграли определенную роль в развитии взглядов H. E. Введенского на единую обусловленную силой и частотой раздражения сущность процессов возбуждения и торможения. Они имели также важное значение для формирования учения H. E. Введенского о парабиозе.
Помимо этого, Вериго установил, что гальванический ток, в зависимости от силы и направления, раздельно блокирует либо двигательные, либо чувствительные нервные волокна. Большой интерес представляют работы Вериго об иммунитете, выполненные под руководством И. И. Мечникова. В 1892 установил влияние углекислоты на способность крови связывать кислород (эффект Вериго).

## Основные публикации
- К вопросу о действии на нерв гальванического тока прерывистого и непрерывного: Дисс. — СПб., 1888.
- Основы общей биологии. — Одесса, 1912.
- Основы физиологии человека и высших животных. — СПб., 1905—1910. — Т. 1-2.
- Zur Frage über die Wirkung des Sauerstoff auf die Kohlensäureausscheidung in den Lungen // Archiv für die gesammte Physiologie des Menschen und der Thiere. — 1892. — Bd. 51. — S. 321—361.